# Cholín
Cholín (dříve též Cholyně) je vesnice, část obce Borotice v okrese Příbram ve Středočeském kraji. Nachází se asi čytři kilometry jihovýchodně od Borotic. Nedaleko leží vodní nádrž Slapy. Vesnicí prochází silnice II/119. Je zde evidováno 99 adres. V roce 2011 zde trvale žilo třináct obyvatel.
Cholín leží v katastrálním území Čelina o výměře 6,16 km². V blízkosti Cholína se nachází osada a osadu Cholín-Boubovny, která však leží na katastru Prostřední Lhoty (obec Chotilsko).

## Historie
První písemná zmínka o vesnici pochází z roku 1336.

## Obyvatelstvo
| Rok            | 1869 | 1880 | 1890 | 1900 | 1910 | 1921 | 1930 | 1950 | 1961 | 1970 | 1980 | 1991 | 2001 | 2011 | 2021 |
| -------------- | ---- | ---- | ---- | ---- | ---- | ---- | ---- | ---- | ---- | ---- | ---- | ---- | ---- | ---- | ---- |
| Počet obyvatel | 59   | 88   | 65   | 27   | 43   | 44   | 27   | 17   | 15   | 20   | 8    | 0    | 9    | 13   | 25   |
| Počet domů     | 6    | 6    | 7    | 9    | 5    | 3    | 9    | 4    | 4    | 5    | 4    | 0    | 5    | 6    | 5    |

## Obecní správa
Při sčítání lidu v letech 1850–1979 Cholín byl osadou obce Čelina, se kterým patřil nejprve do okresu Příbram, ale v roce 1950 v okrese Dobříš a od roku 1960 opět v okrese Příbram. Od 1. ledna 1980 je částí obce Borotice v okrese Příbram.

## Galerie

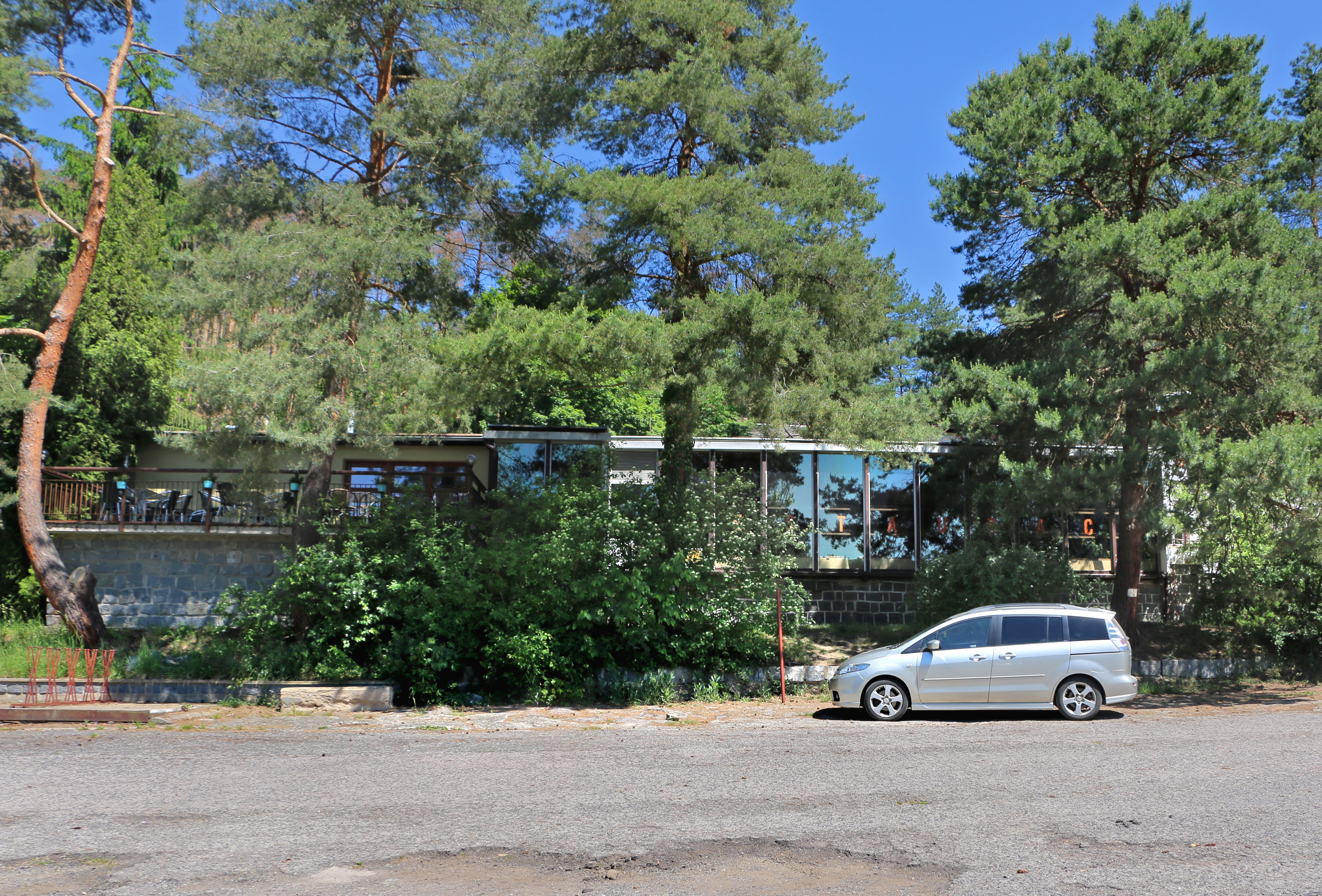
Restaurace
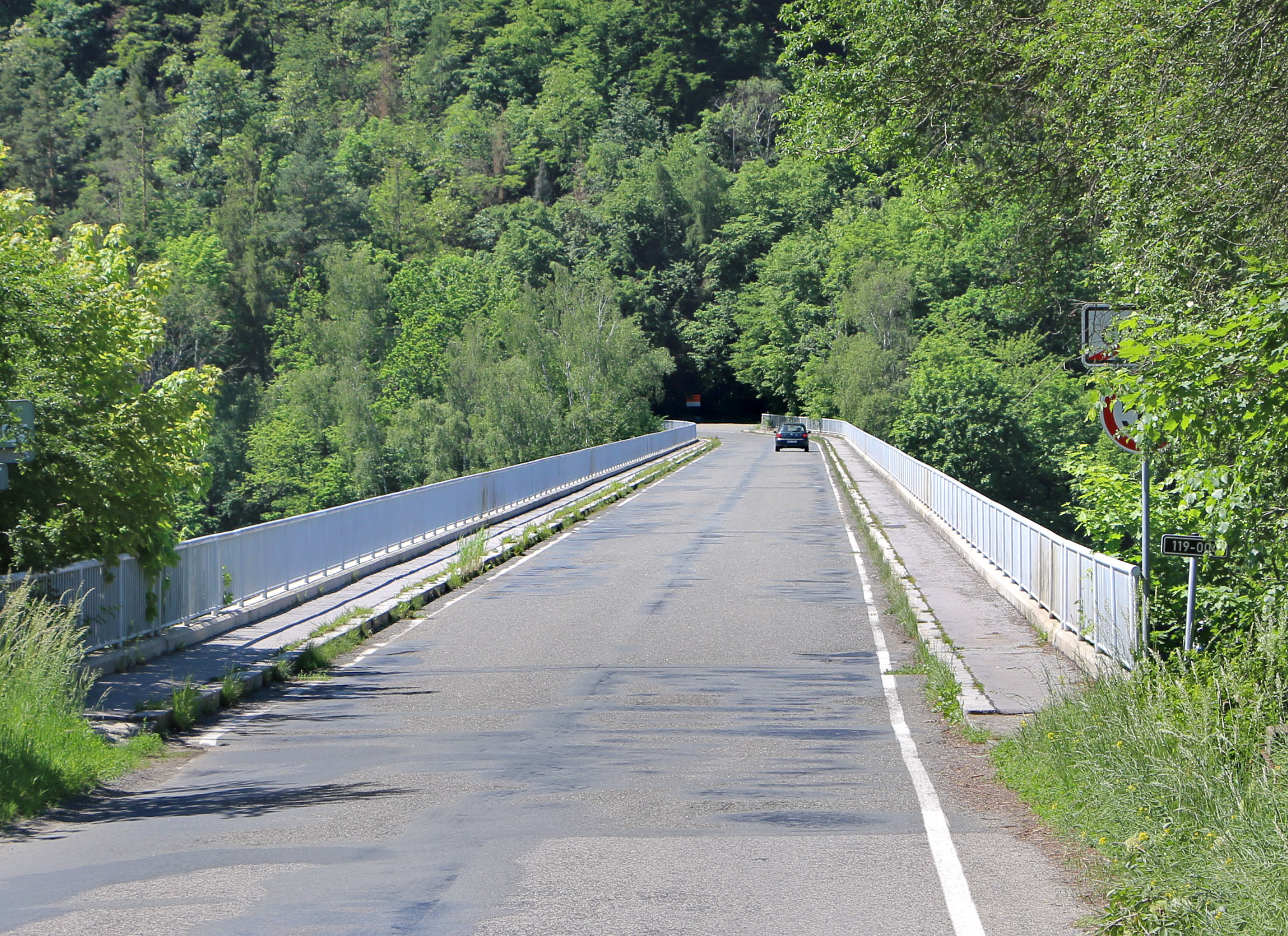
Cholínský most
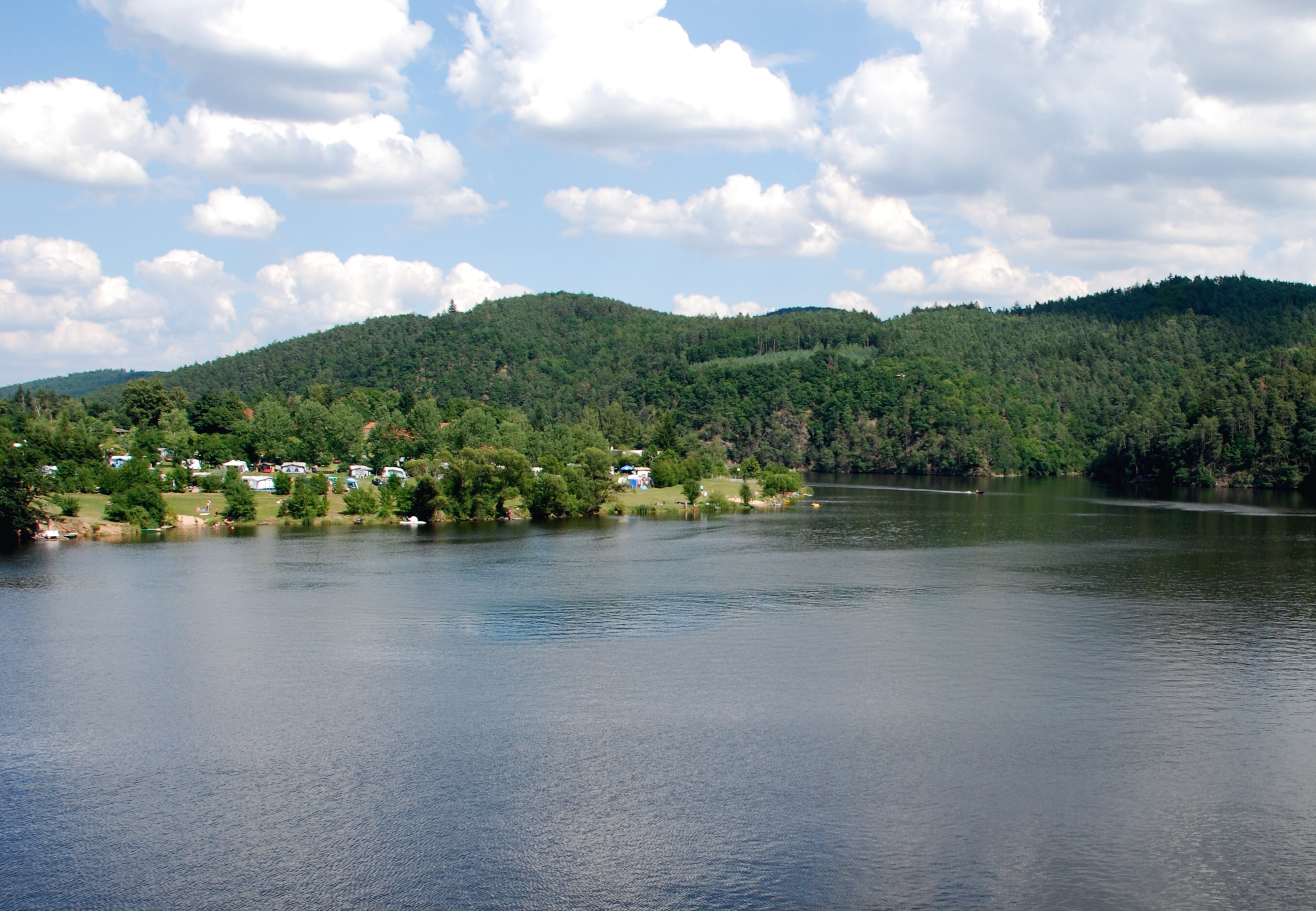
Cholín z druhé strany Vltavy